# Zobrazovací metoda v lékařství

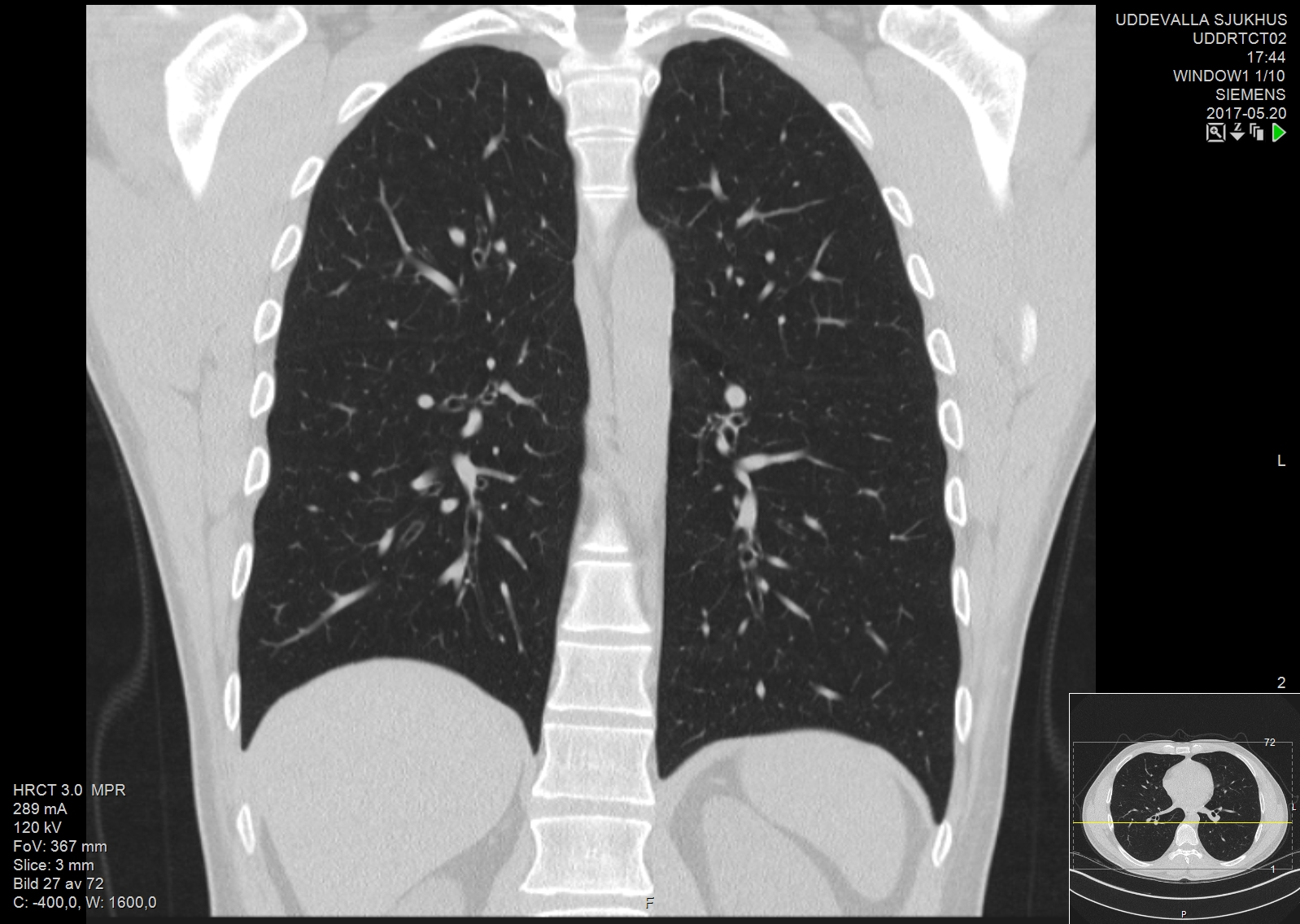
Zobrazení hrudníku člověka na výpočetním tomografu (frontální rovina)

Zobrazovací metody v lékařství jsou techniky umožňující získat informace o morfologii či funkci tkání a orgánů v živém organismu. V humánní ale i veterinární medicíně se používají k diagnostice nemocí a poruch. Existuje celá škála metod založených na principu průchodu ionizujícího záření tkáněmi (RTG, CT, scintigrafie), optických metod (endoskopie), chování látek v magnetickém poli (MRI), akustických vlastností (ultrasonografie) nebo rozpadu radionuklidů ve tkáních (PET, SPECT). Zobrazovací metody se používají i v preklinickém výzkumu či základním výzkumu na laboratorních zvířatech při vývoji nových léčiv, léčebných postupů a pochopení patogeneze nemocí.

## Synonyma
- diagnostické zobrazovací metody
- in vivo imaging
- zobrazování v medicíně